# Талица (приток Лукинки)
Талица — река в России, протекает по Любимскому району Ярославской области. Устье реки находится в 24 км от устья Лукинки по левому берегу. Длина реки составляет 11 км.
Сельские населённые пункты около реки: Дьяконово, Михайловское, Раменье, Андрониково, Глебово, Конанцево, Чудиново.

## Данные водного реестра
По данным государственного водного реестра России относится к Верхневолжскому бассейновому округу, водохозяйственный участок реки — Кострома от истока до водомерного поста у деревни Исады, речной подбассейн реки — Волга ниже Рыбинского водохранилища до впадения Оки. Речной бассейн реки — (Верхняя) Волга до Куйбышевского водохранилища (без бассейна Оки).
Код объекта в государственном водном реестре — 8010300112110000013097.